# Gerhard Wazel

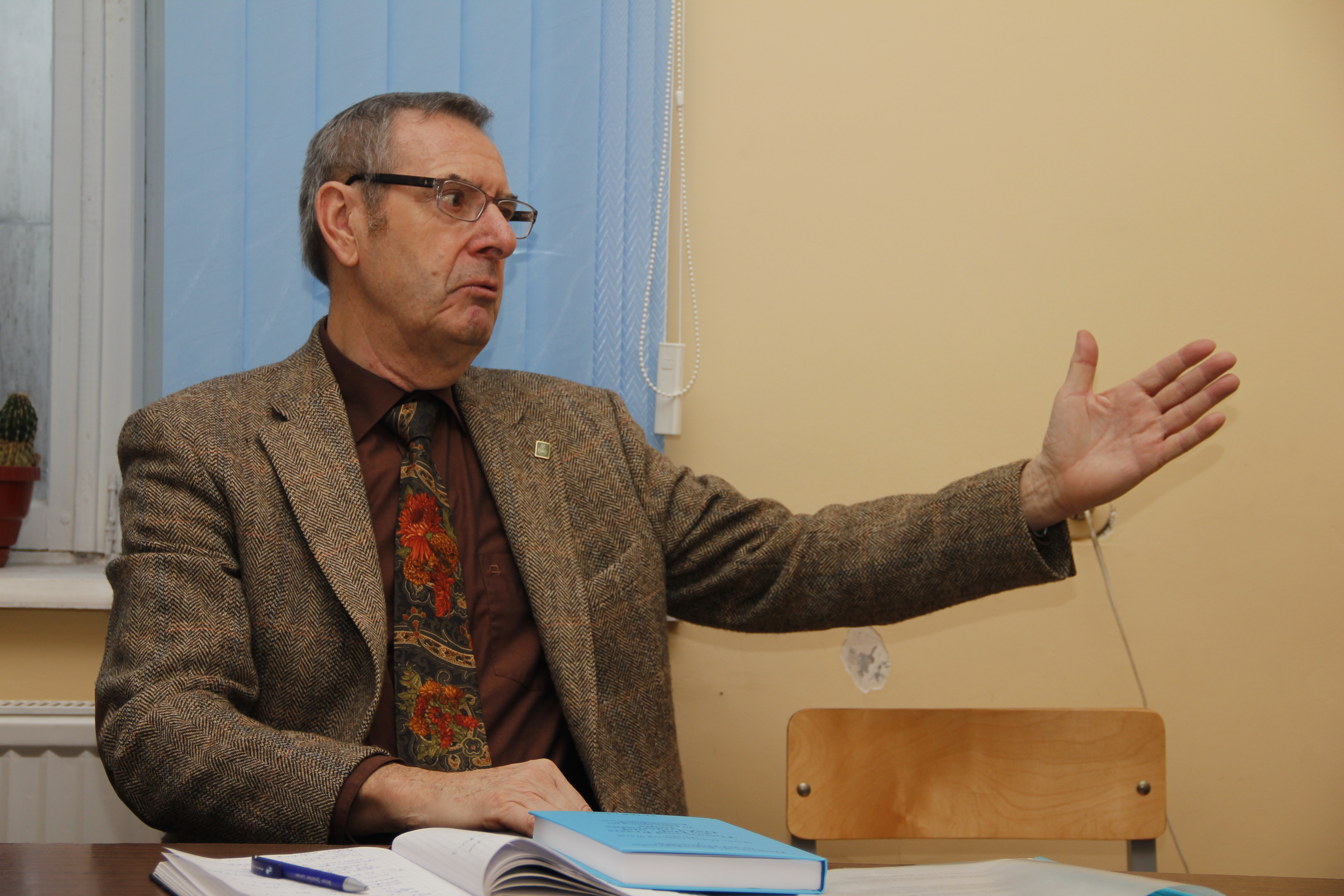
Gerhard Wazel

Gerhard Wazel (* 24. März 1939 in Niederfalkenau bei Děčín) ist ein deutscher Germanist und Anglist.

## Tätigkeitsfelder
Nach einem Lehramtsstudium in Deutsch, Englisch und Pädagogik an der Universität Jena (1957–1962) absolvierte Wazel das Staatsexamen, bevor er 1969 zum Dr. phil. und 1978 zum Dr. sc. paed. promoviert wurde.
1962 bis 1964 arbeitete er als Lehrer für Deutsch und Englisch an der Humboldt-Oberschule in Erfurt, danach von
1964 bis 1991 als wissenschaftlicher Mitarbeiter und später als Hochschullehrer an der Universität Jena. Seine Lehr- und Forschungstätigkeit erstreckt sich darüber hinaus auf Universitäten und Sprachinstitute in Belgien, Bosnien, Finnland, Dänemark, Deutschland, Frankreich, Georgien, Indien, Italien, Kanada, Kasachstan, Luxemburg, Nigeria, Norwegen, Österreich, Polen, Russland, Schweden, Spanien, der Schweiz, der Tschechischen Republik und den USA.
Gerhard Wazel ist Verfasser und Herausgeber von Publikationen, Lehrmaterialien und Software in den Bereichen Didaktik-Deutsch als Fremdsprache, Angewandte Linguistik, Interkulturelle Kommunikation sowie Multimedia/Interaktive Medien im Bildungswesen, in Wirtschaft und Verwaltung.

### Lernsoftware
Seit seiner Promotion zum programmierten Grammatikunterricht 1969 beschäftigt sich Gerhard Wazel mit der Entwicklung, Erprobung und didaktischen Evaluation von Lernsoftware im Bereich Deutsch als Fremdsprache mit dem Ziel, „Kriterien für die Auswahl und Ausarbeitung von Software in den verschiedenen Anwendungsgebieten auszuarbeiten, zu popularisieren und die Nutzer damit vertraut zu machen, um sie zu einem aktiven, kritischen Gebrauch des überbordenden Angebots zu befähigen.“

### Interkulturelle Kommunikation
Einen zweiten Schwerpunkt in Forschung und Lehre bildet die Auseinandersetzung mit den interkulturellen Bedingungen erfolgreicher Geschäftspartnerschaften zwischen deutschen und ausländischen Unternehmen. Wer die Normen fremder Kulturen nicht kennt und beachtet, „macht schlechte Geschäfte und schließt wenig Freundschaften“. Da „interkulturelle Sensibilität nicht dem ursprünglichen Wesen des Menschen entspricht“, müsse sie „entwickelt und trainiert werden.“ G. Wazels Auseinandersetzung mit interkultureller Kompetenz ist stark praxisorientiert, etwa bei der Auseinandersetzung mit Webauftritten und Werbestrategien global agierender Unternehmen.

### Geschäftsführer des IIK

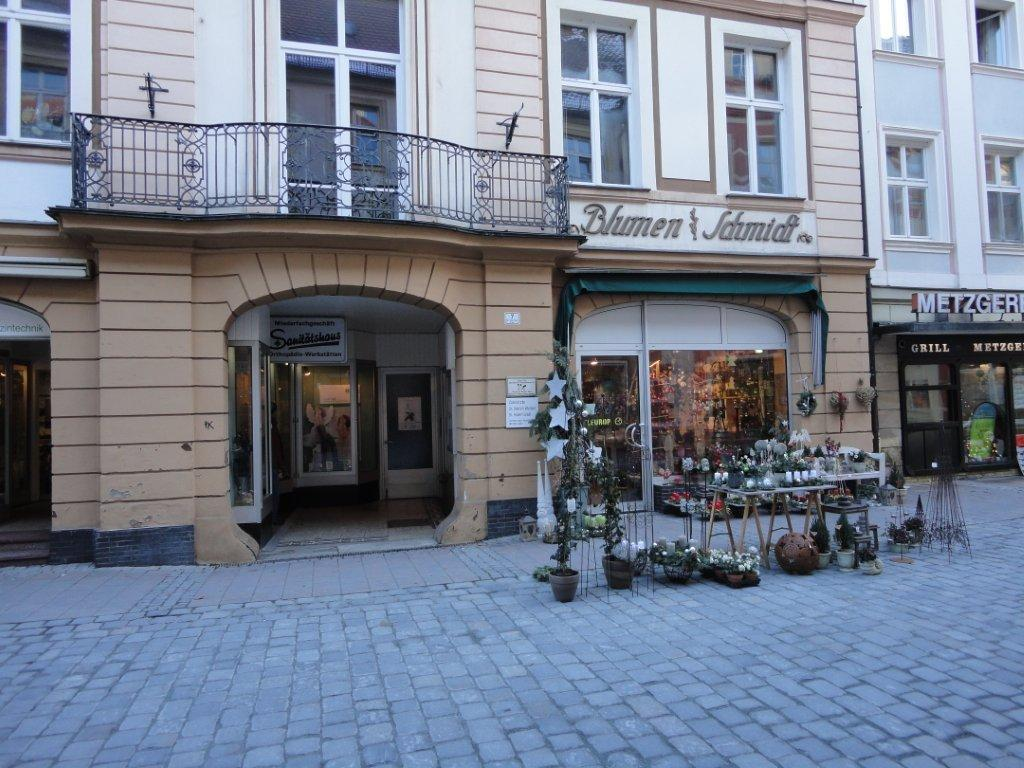
IIK-Niederlassung Ansbach

Als Gründungsmitglied und Geschäftsführer arbeitet Wazel seit 1991 am Institut für Interkulturelle Kommunikation (IIK). Der Verein will „durch Lehrveranstaltungen, Seminare, Tagungen, Symposien, Exkursionen, durch die Förderung wissenschaftlicher Forschungsvorhaben, durch die Herstellung von Publikationen, Übersetzungen, Multimediaproduktionen, durch Kontakte und Begegnungen zwischen Menschen aus dem deutschen, europäischen und außereuropäischen Raum zur Völkerverständigung beitragen.“ Insbesondere als Koordinator von und Teilnehmer an EU-Bildungsprojekten verbinden Gerhard Wazel und das IIK e.V. die Schwerpunkte interkultureller Kommunikation und Softwareentwicklung für den Fremdsprachenunterricht. Beispielhaft dafür ist der Aufbau von Blended-Learning-Konzepten, wie 2011: „Geschäftskommunikation Deutsch“ – Mehrsprachige interkulturelle Geschäftskommunikation für Europa, sowie zuletzt 2014: "Interkulturelle medizinische Kommunikation in Europa".

## Publikationen (Auswahl)
- Moderner Sprachunterricht – Lehrerbildung und Lehrerfortbildung, Tagungsbericht V. Internationale Deutschlehrertagung. Leipzig 1979.
- Prolegomena zum Studienfach Auslandsgermanistik für Muttersprachler. In: G. Wazel et al. (Hrsg.): Neuere Entwicklungen im Fach Deutsch als Fremdsprache. Wissenschaftliche Beiträge der Friedrich-Schiller-Universität Jena 1989.
- Nicht nur fünf Schwierigkeiten beim Schreiben der Wahrheit: Zur Behandlung der neueren Geschichte im Sprachunterricht. AATG Kassel, 1996.
- mit Hartmut Schröder (Hrsg.): Fremdsprachenlernen und interaktive Medien, Dokumentation eines Kolloquiums an der Europa-Universität Viadrina. Verlag Peter Lang, Frankfurt am Main 1996.